# Paus Gregorius VII
Gregorius VII, voor zijn pausschap Hildebrand van Sovana, ook Aldobrandeschi (Sovana, 1020/1025 – Salerno, 25 mei 1085) werd na de dood van paus Alexander II tot paus verkozen op 22 april 1073. Hij pontificeerde tot aan zijn dood op 25 mei 1085 in verscheidene plaatsen in Italië (Canossa, Rome, Salerno, Florence, Siena). Gregorius was een groot kerkhervormer en gaf zijn naam aan de Gregoriaanse hervorming. De rivaliteit tussen Gregorius en keizer Hendrik IV staat bekend als de Investituurstrijd.

## Vroege carrière
Gregorius VII werd als Hildebrand geboren in Sovana, in wat nu het zuidelijke deel van Toscane is. Hij was naar verluidt van eenvoudige komaf. Volgens Johann Georg Estor was zijn geboortenaam Hildebrand Bonizi en was hij de zoon van een smid. Op jeugdige leeftijd werd hij naar Rome gestuurd om daar te studeren. Volgens overigens onbevestigde bronnen was zijn oom in Rome abt van een klooster op de Aventijn. Onder zijn leraren was de erudiete Laurens, aartsbisschop van Amalfi en de toekomstige paus Gregorius VI Toen de laatste door keizer Hendrik III werd afgezet en verbannen naar Duitsland, volgde Hildebrand hem naar Keulen.
Volgens sommige kroniekschrijvers begaf Hildebrand zich na de dood van Gregorius VI in 1046 naar Cluny; zijn verklaring dat hij een monichus in de Abdij van Cluny was geworden moet niet letterlijk worden genomen. Hij vergezelde abt Bruno van Toul in 1049 naar Rome. Daar werd Bruno verkozen tot paus. Hij nam de naam Leo IX aan en benoemde Hildebrand tot diaken en pauselijk administrateur. Leo stuurde Hildebrand in 1054 als zijn legaat naar Tours in Frankrijk om daar de nasleep van de controverse rondom Berengarius van Tours af te handelen. Na de dood van Leo IX bevestigde de nieuwe paus Victor II hem in 1055 als legaat, terwijl Victors opvolger paus Stefanus IX hem samen met Anselmus van Lucca naar Duitsland stuurde om daar erkenning te verkrijgen voor keizerin Agnes van Poitou, de echtgenote van keizer Hendrik III.
Stefanus overleed voordat Hildebrand in staat was naar Rome terug te keren, maar Hildebrand was succesvol; hij was daarna instrumenteel in het overwinnen van de crisis, die was veroorzaakt door de verkiezing door de Romeinse aristocratie van tegenpaus, Benedictus X die mede dankzij ondersteuning van Agnes van Poitou werd vervangen door de bisschop van Florence, Nicolaas II. Met de hulp van 300 Normandische ridders die hem waren gezonden door Richard van Aversa leidde Hildebrand persoonlijk de verovering van het kasteel van Galeria, waar Benedictus zijn toevlucht had gezocht. Tussen 1058 en 1059 werd Hildebrand tot aartsdiaken van de Roomse kerk benoemd, de belangrijkste functie in het pauselijke bestuur.
In oktober 1061 was hij opnieuw de machtigste figuur, ditmaal bij de verkiezing van Anselmus van Lucca de Oudere als paus Alexander II. De nieuwe bisschop van Rome voerde het reformatie-programma uit zoals dit door Hildebrand en zijn volgelingen was bedacht. In zijn jaren als pauselijke adviseur speelde Hildebrand een belangrijke rol in de verzoening met de Normandische Staat in Zuid-Italië, in de anti-Duitse alliantie met de Pataria-beweging in Noord-Italië en vooral bij de invoering van een wet die de kardinalen het exclusieve recht gaf om een nieuwe bisschop van Rome te kiezen.

## Verkiezing tot paus
Bij de uitvaart van Alexander II (gestorven 21 april 1073) in de basiliek van Sint-Jan van Lateranen ontstond er luid geschreeuw van zowel de geestelijkheid als het volk: "Laat Hildebrand paus worden", "De gezegende Petrus heeft Hildebrand, de aartsdiaken uitverkozen!" Later op dezelfde dag werd Hildebrand naar de kerk van San Pietro in Vincoli gevoerd. Daar werd hij door de verzamelde kardinalen officieel verkozen, met de verschuldigde instemming van de Romeinse geestelijkheid en onder herhaalde toejuichingen van het volk. Dat deze buitengewone uitbarsting van de kant van de geestelijkheid en het volk ten gunste van Hildebrand het resultaat zou zijn van eerder gemaakte afspraken, zoals soms wordt beweerd, lijkt niet waarschijnlijk. Hildebrand werd tot paus verkozen. Hij koos de naam Gregorius VII.
De wijze waarop hij verkozen werd, werd door zijn tegenstanders zeer bekritiseerd. Veel van de kritiek kan een uiting van persoonlijke afkeer zijn geweest. Deze verdenking laadt deze kritiek met name op zich, door het feit dat zij pas enkele jaren na de uitverkiezing van Gregorius werd geuit. Ook uit zijn eigen verslag van de omstandigheden van zijn uitverkiezing is duidelijk dat deze op een zeer onregelmatige manier was verlopen. De vormen zoals die door het canonieke recht van 1059 werden voorgeschreven, waren niet in acht gehouden; vooral het vereiste van paus Nicolaas II dat de Duitse keizer moest worden geraadpleegd, werd met voeten getreden. Wat uiteindelijk het tij ten gunste van de geldigheid van de uitverkiezing van Gregorius VII deed keren, was de bijna universele bijval van de populus Romanus. In die zin was zijn verkiezing, ongeacht latere canonieke recht, een terugkeer naar de vroegste eeuwen van de Kerk van Rome. Gregorius' vroegste pontificale brieven noemen dit feit uitdrukkelijk en ontkrachtten zo dus ook eventuele twijfel aan de populariteit van zijn uitverkiezing. Op 22 mei ontving hij de priesterwijding, en op 30 juni werd hij tot bisschop gewijd.

## Pausschap
Zijn eerste poging tot buitenlands beleid was een poging verzoening met de Normandiërs van Robert Guiscard te bewerkstelligen; dit was geen succesː het kwam niet tot een ontmoeting tussen beide partijen. Na een mislukte oproep voor een kruistocht gericht aan de vorsten van Noord-Europa, en na het verkrijgen van de steun van andere Normandische vorsten, zoals Landulf VI van Benevento en Richard I van Capua bleek Gregorius echter toch sterk genoeg om Robert in 1074 te kunnen excommuniceren. In hetzelfde jaar riep Gregorius een concilie bijeen in het Paleis van Lateranen. Dit concilie streed tegen simonie en nicolaïsme (gehuwde of samenwonende priesters). Het celibaat als norm voor de geestelijkheid werd nogmaals bevestigd. Deze decreten werden in de week van 24-28 februari van het volgende jaar, onder bedreiging van excommunicatie, verder aangescherpt.
Een beslissing tijdens dit tweede concilie in 1075 die pas later uiterst belangrijk bleek te zijn, was zijn Dictatus papae. In deze verordening stelde Gregorius VII dat alleen de paus bisschoppen kon benoemen, afzetten of van bisdom doen veranderen. Deze verordening werd een belangrijke oorzaak van de Investituurstrijd. Het verleende de paus het hoogste gezag binnen Kerk en maatschappij. De paus plaatste zich daardoor boven de bisschoppen, boven de synode en zelfs boven het canonieke recht. Deze regelgeving stelde hem ook boven de wereldlijke heersers (waaronder dus ook de Duitse keizer), die hij kon excommuniceren en derhalve impliciet afzetten. Bovendien waren hun onderdanen in dat geval ontslagen van hun eed van trouw. Deze politiek maakte hem tot een van de twee hoofdfiguren uit de Investituurstrijd.
Als gevolg van zijn afwijzing van de lekeninvestituur en het keizerlijke inmengingsrecht in de paus- en bisschopskeuze raakte Gregorius in tal van conflicten verzeild. Het Noord-Italiaanse stadje Canossa (Reggio Emilia) dankt zijn eenmalige rol in de Europese geschiedenis aan een driedaagse boetedoening die keizer Hendrik IV, toen nog koning van Duitsland, hier in 1077 onderging ten overstaan van Gregorius, teneinde zijn excommunicatie terug te draaien. In 1084 verdreef Hendrik hem alweer uit Rome, met de hulp van Godfried van Bouillon, en installeerde er de reeds in 1080 verkozen tegenpaus Clemens III. Deze laatste zou korte tijd later, op 31 maart 1084, Hendrik IV kronen tot keizer van het Heilige Roomse Rijk.
Gregorius vluchtte naar Salerno waar hij in 1085 stierf. Zijn beroemdste citaat was: 

Amavi iustiam et odivi iniquitatem; propterea, morior in exillio.(Ik hield van rechtvaardigheid en haatte ongerechtigheid; daarom sterf ik nu in ballingschap.)

Hij werd in Salerno begraven en tot nu toe heeft de bevolking van Salerno zich met succes verzet tegen het overbrengen van de stoffelijke resten naar Rome, waar vrijwel alle pausen begraven zijn.
Gregorius VII werd in 1606 door paus Paulus V heilig verklaard. Zijn gedachtenis is op 25 mei. In Rome is een kerk, de San Gregorio VII, aan hem gewijd.

## Doorgevoerde veranderingen in de Kerk
- Celibaat voor priesters: er mochten geen getrouwde priesters meer zijn. Zij moesten zich concentreren op hun geestelijke taak. (tegen het nicolaïsme)
- Verbod op kopen van ambten door bisschoppen (de eerder genoemde simonie)
- Alle bisschoppen werden verplicht om zich in Rome te melden alwaar ze het pallium, de ceremoniële sjaal, in ontvangst namen van de paus en niet van de keizer.
- Verder bepaalde hij dat pausen van een hogere orde waren dan koningen en keizers, wat inhield dat zij deze lager geplaatsten ook moesten kunnen afzetten.

## Voetnoten
1. ↑  Agostino Paravicini Bagliani, Medioevo 143, december 2008, blz. 62-63
2. ↑  Agostino Paravicini Bagliani, Medioevo, 143, december 2008, blz. 64
3. ↑  Agostino Paravicini Bagliani, Medioevo, 143, december 2008, blz 66
4. ↑  Volgens de bronnen had Stefanus, toen hij zijn einde voelde naderen, zijn kardinalen doen zweren met de verkiezing van zijn opvolger te wachten totdat Hildebrand naar Rome zou zijn teruggekeerd, Agostino Paravicini Bagliani, Una carriera dieotr le quinte, Medioevo, 143, december 2008, blz. 70
5. ↑  Carl Mirbt, Gregory (popes)
6. 1 2  Agostino Paravicini Bagliani, Sia fatta la mia volontà, Medioevo, 143, december 2008, blz. 76

- Bibsys: 97016745
- Biblioteca Nacional de España: XX1179067
- Bibliothèque nationale de France: cb13322125m (data)
- Catàleg d'autoritats de noms i títols de Catalunya: 981058512655106706
- CiNii: DA04403519
- Gemeinsame Normdatei: 118541862
- International Standard Name Identifier: 0000 0001 2144 2500
- Library of Congress Control Number: n50082275
- Nationale Bibliotheek van Letland: 000183692
- Bibliotheek van het Japanse parlement: 001109098
- Nationale Bibliotheek van Tsjechië: skuk0004938
- Nationale bibliotheek van Australië: 35351794
- Nationale Bibliotheek van Israël: 987007262059905171
- Nationale Bibliotheek van Polen: a0000001186690
- Nationale en Universitaire bibliotheek Zagreb: 000091995
- Nederlandse Thesaurus van Auteursnamen: 069878463
- Istituto Centrale per il Catalogo Unico: VEAV017537
- LIBRIS: 290257
- Système universitaire de documentation: 035567198
- Trove: 922110
- Virtual International Authority File: 95301181
- WorldCat: E39PBJv8JhrKxcXdmCr9Drdmh3

Cursief: tegenpaus